# کوبلیز
کوبلیز (به فرانسوی: Cublize) یک کامین (تقسیمات کشوری فرانسه) در فرانسه با جمعیت ۱٬۱۸۴ نفر است که در رون واقع شده‌است.